# 大竹伸一
大竹 伸一（おおたけ しんいち、1948年1月25日 - ）は、日本の実業家。

## 経歴
愛知県出身。1971年に京都大学工学部電気工学科を卒業し、日本電信電話公社に入社。ソリューション営業本部長、戦略プロジェクト推進本部長などを歴任し、2004年6月に西日本電信電話常務に就任し、2005年7月に副社長を経て、2008年6月から2012年6月までに社長を務めた。その一方で、大阪大学経営協議会委員や関西経済同友会代表幹事なども務めている。 